# Агнес фон Зайн-Витгенщайн
Агнес фон Зайн-Витгенщайн (на немски: Agnes von Sayn und Wittgenstein; * 18 април 1569 във Витгенщайн; † 18 април 1617 в Хайделберг) е графиня от Зайн-Витгенщайн и чрез женитба графиня на Золмс-Браунфелс.

## Произход
Тя е най-възрастната дъщеря на граф Лудвиг I фон Зайн-Витгенщайн (1532 – 1605;) и втората му съпруга Елизабет фон Золмс-Лаубах (1549 – 1599), дъщеря на граф Фридрих Магнус I фон Золмс-Лаубах и Агнес фон Вид.
Тя умира на 18 април 1617 г. в Хайделберг и е погребана там.

## Фамилия
Агнес се омъжва на 12 май 1590 г. в Браунфелс за граф Йохан Албрехт I фон Золмс-Браунфелс (1563 – 1623). Тя е първата му съпруга. Двамата имат единадесет деца.
- Фридрих Казимир (1591 – 1595)
- Елизабет (1593 – 1637) ∞ 1619 г. Волфганг Фридрих фон Салм-Даун (1589 – 1638)
- Урсула (1594 – 1657) ∞ граф и бургграф Кристоф II фон Дона (1583 – 1637)
- Конрад Лудвиг (1595 – 1635) ∞ Анна Сибила фрайин фон Винебург-Байлщайн (1607 –1635)
- Юлиана (1597 – 1599)
- Йохан Албрехт II (1599 – 1647) ∞ Анна Елизабет фон Даун-Фалкенщайн (1615 – 1706)
- син */† 1600
- Амалия (1602 – 1625) ∞ 1625 г. Фридрих Хайнрих Орански (1584 – 1647)
- Фридрих (1604 – 1605)
- Йохан Филип (1605 – 1609)
- Лудовика Кристина (1606 – 1669) ∞ на 11 февруари 1638 г. в Хага за Йохан Волфарт ван Бредероде (1599 – 1655)